# Alan Barrett
Alan John Barrett (ur. 14 listopada 1912 w Valletcie, zm. 8 kwietnia 1961 w Northwich) – brytyjski wioślarz, srebrny medalista olimpijski.
Kształcił się w King's School, z wykształcenia był lekarzem. Pracował między innymi w Guy's Hospital i Royal London Hospital.
Wystartował na igrzyskach olimpijskich w Berlinie w 1936 roku, gdzie Brytyjczycy w składzie: Martin Bristow, Alan Barrett, Peter Jackson i Jan Sturrock zdobyli srebrny medal w czwórkach bez sternika. W finale uplasowali się o 4,6 sekundy za osadą III Rzeszy i o 4,1 sekundy przed osadą Szwajcarii. Był to jego jedyny start olimpijski.